# 马尼拉主教座堂
馬尼拉主教座堂，全稱圣母无原罪圣殿都主教座堂，又稱馬尼拉大教堂，是天主教马尼拉总教区的主教座堂，位在菲律宾马尼拉王城區。该教堂最初建于1581年，此后多次被毁，目前的教堂完成于1958年，1981年被封为宗座圣殿。它供奉菲律宾的主保无原罪圣母。

## 历史
这座教堂最早是用芦苇和竹子建造，建于1581年，次年被台风摧毁，1583年又受火灾袭击。
第二座教堂为石砌建筑，建于1592年，1600年毁于地震。
第三座教堂始建于1614年，毁于1645年的另一次地震。
宏伟的第四座教堂建于1654年到1671年。1863年在大地震中严重受损。1880年，另一场地震摧毁了钟楼。
第五座教堂建于1870–1879年，在1945年马尼拉战役中夷为平地。
目前的主教座堂建于1954年到1958年。1981年若望保禄二世封为宗座圣殿。
该堂举办过两位菲律宾总统的葬礼：第八任总统卡洛斯·加西亞和第十一任总统柯拉蓉·艾奎諾。

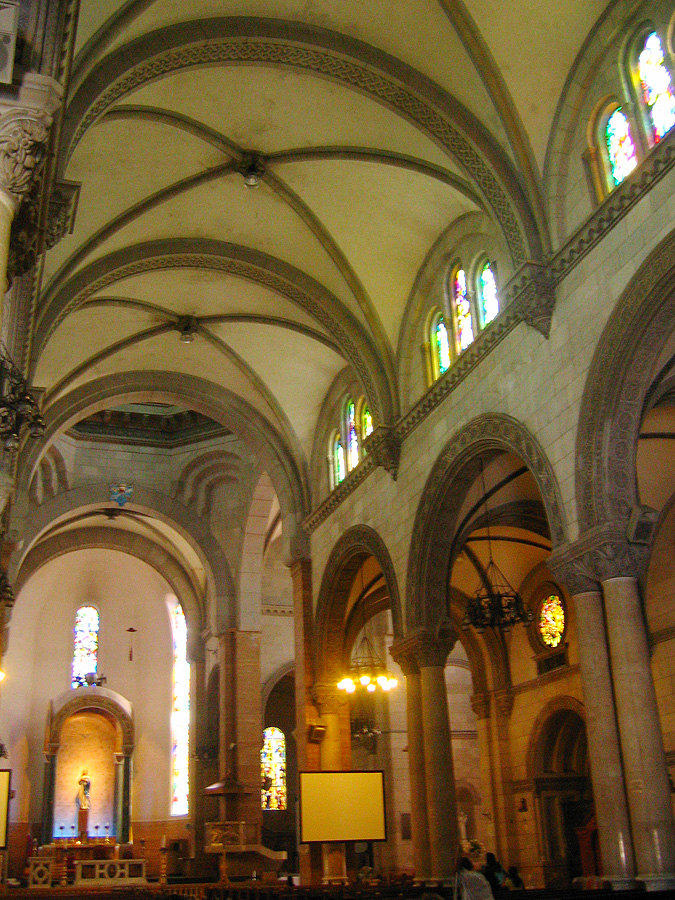
内部
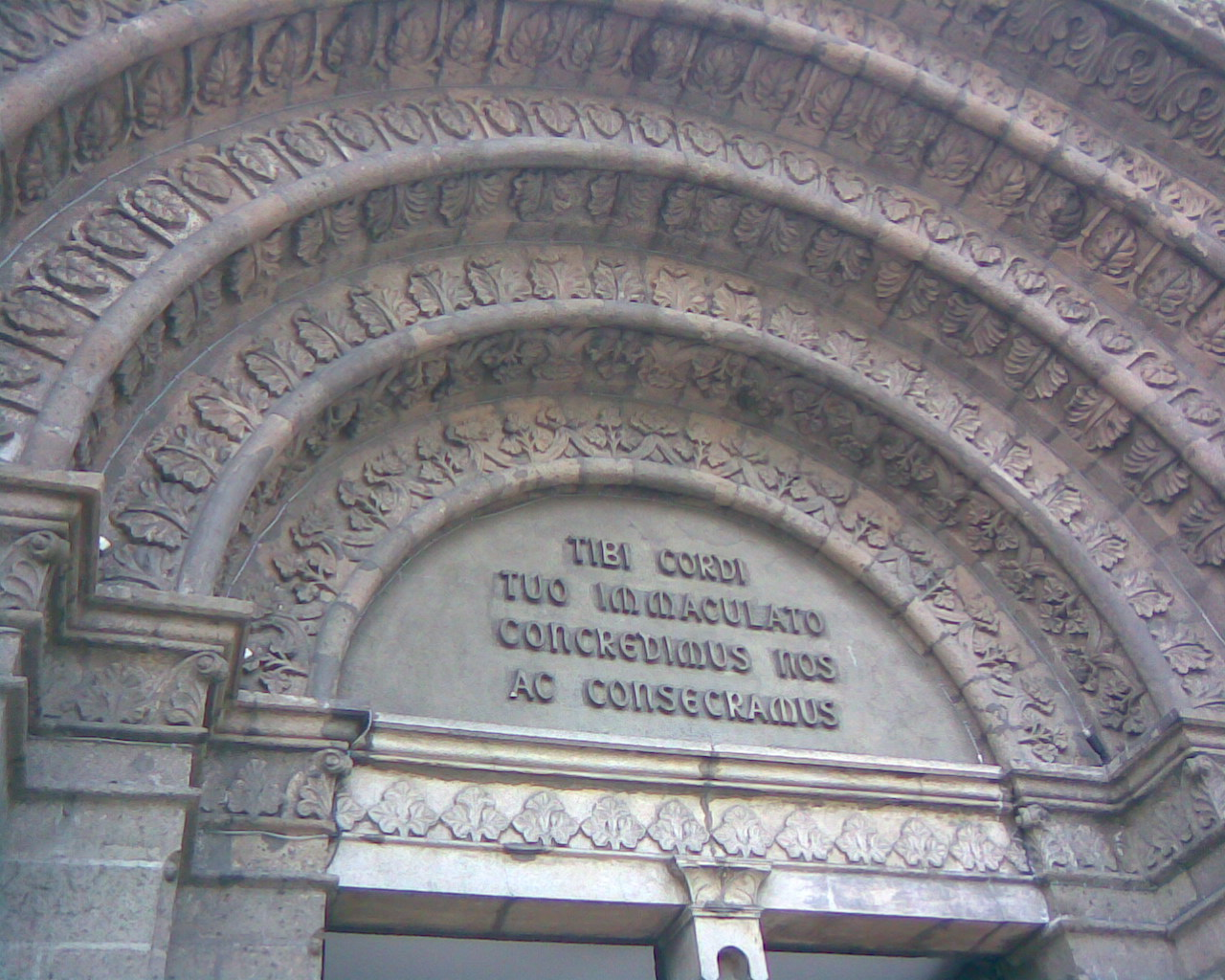
门楣上的铭文
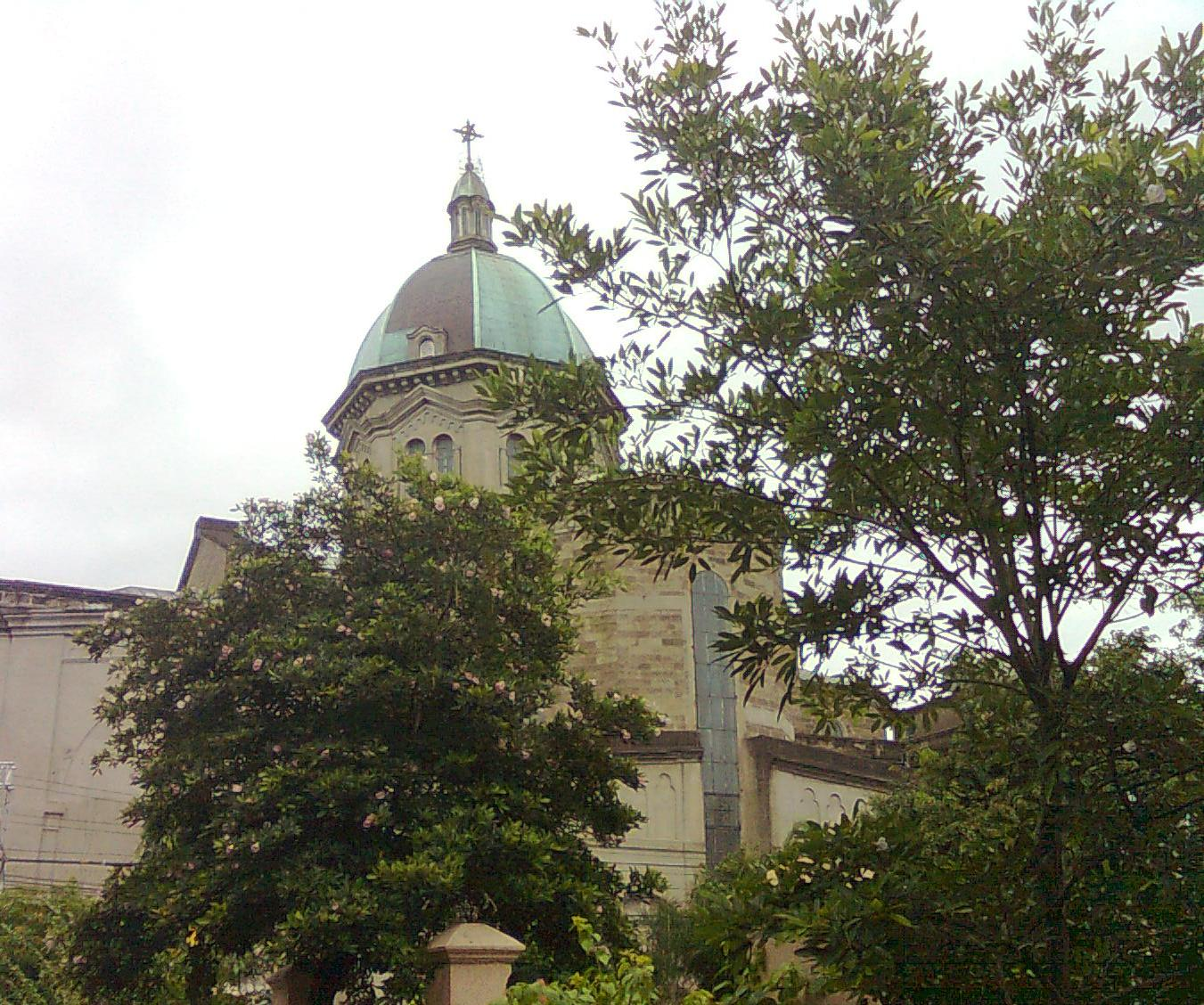
穹顶
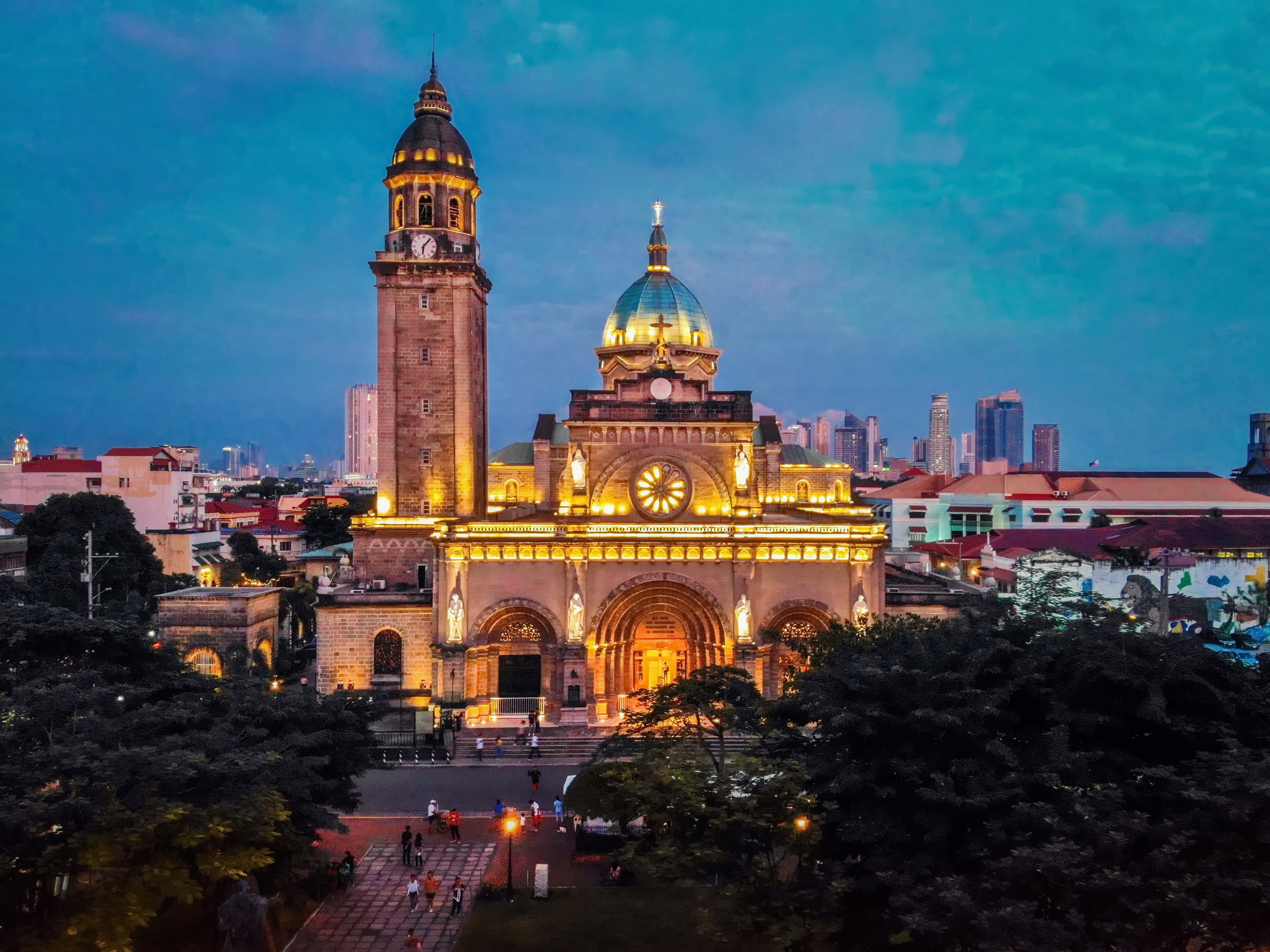
夜晚的教堂和天际线

## 外部連結
- 官方网站